# Aucaleuc
Aucaleuc [okalœk] est une commune française située dans le département des Côtes-d'Armor, en région Bretagne.

## Géographie
| Corseul         |          |         |
|                 | Aucaleuc | Quévert |
| Vildé-Guingalan | Trélivan |         |

### Hydrographie
Pour un article plus général, voir Réseau hydrographique des Côtes-d'Armor.
La commune est située dans le bassin Loire-Bretagne. Elle est drainée par le ruisseau des Vaux du Moulin et divers autres petits cours d'eau.
Le ruisseau des Vaux du moulin, d'une longueur de 11 km, prend sa source dans la commune  et se jette  dans le Montafilan à Corseul, après avoir traversé quatre communes. 

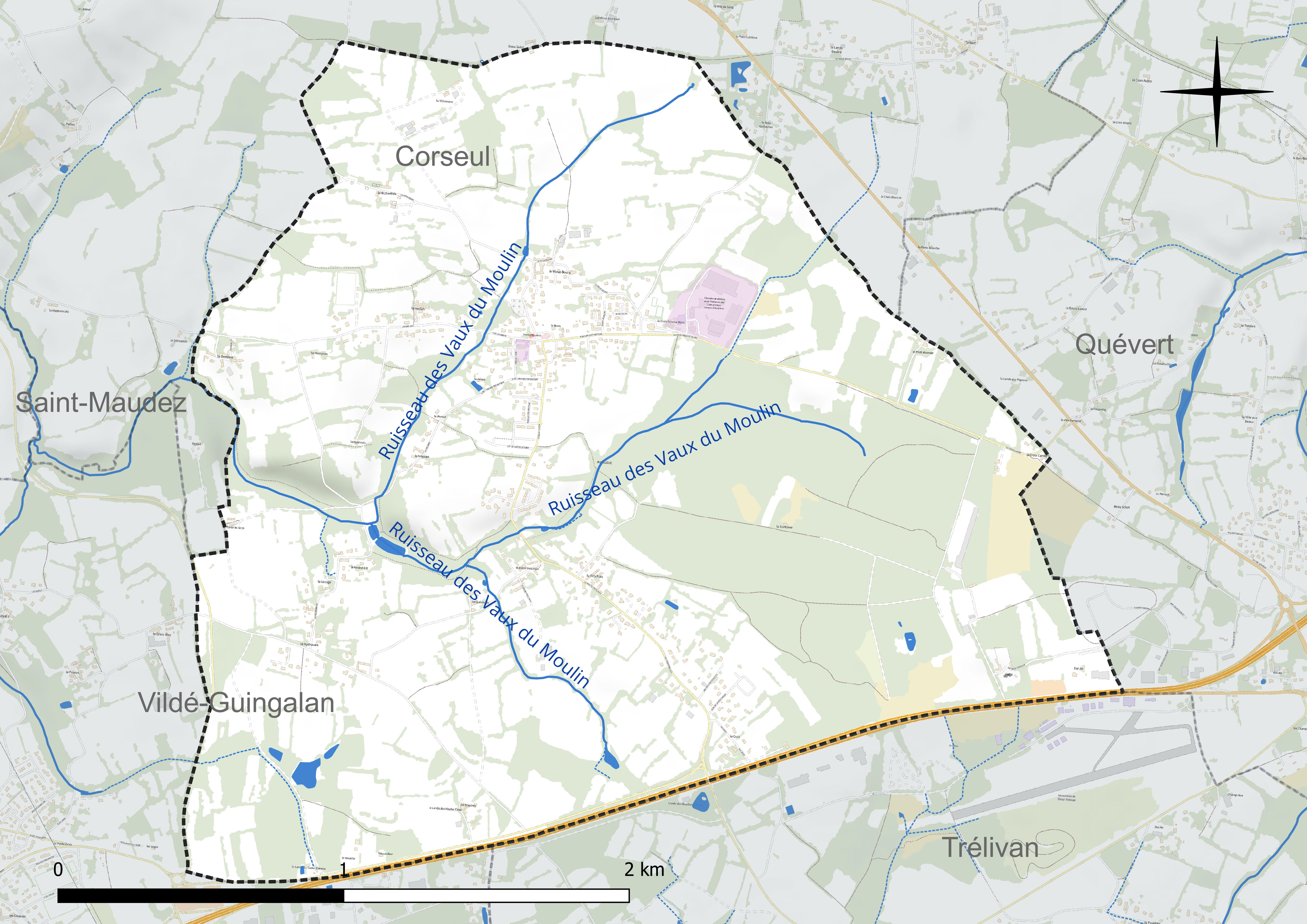
Réseau hydrographique d'Aucaleuc.

### Climat
Pour des articles plus généraux, voir Climat de la Bretagne et Climat des Côtes-d'Armor.
En 2010, le climat de la commune est de type climat océanique franc, selon une étude du CNRS s'appuyant sur une série de données couvrant la période 1971-2000. En 2020, Météo-France publie une typologie des climats de la France métropolitaine dans laquelle la commune est exposée à un climat océanique et est dans la région climatique Bretagne orientale et méridionale, Pays nantais, Vendée, caractérisée par une faible pluviométrie en été et une bonne insolation. Parallèlement l'observatoire de l'environnement en Bretagne publie en 2020 un zonage climatique de la région Bretagne, s'appuyant sur des données de Météo-France de 2009. La commune est, selon ce zonage, dans la zone « Intérieur  », exposée à un climat médian, à dominante océanique.
Pour la période 1971-2000, la température annuelle moyenne est de 11,2 °C, avec  une amplitude thermique annuelle de 11,9 °C. Le cumul annuel moyen de précipitations est de 765 mm, avec 12,1 jours de précipitations en janvier et 6,5 jours en juillet. Pour la période 1991-2020, la température moyenne annuelle observée sur la station météorologique la plus proche, située sur la commune du Quiou à 15 km à vol d'oiseau, est de 11,6 °C et le cumul annuel moyen de précipitations est de 757,4 mm,. Pour l'avenir, les paramètres climatiques de la commune estimés pour 2050 selon différents scénarios d’émission de gaz à effet de serre sont consultables sur un site dédié publié par Météo-France en novembre 2022.

## Urbanisme

### Typologie
Au 1er janvier 2024, Aucaleuc est catégorisée commune rurale à habitat dispersé, selon la nouvelle grille communale de densité à 7 niveaux définie par l'Insee en 2022.
Elle est située hors unité urbaine. Par ailleurs la commune fait partie de l'aire d'attraction de Dinan, dont elle est une commune de la couronne,. Cette aire, qui regroupe 25 communes, est catégorisée dans les aires de moins de 50 000 habitants,.

### Occupation des sols
L'occupation des sols de la commune, telle qu'elle ressort de la base de données européenne d’occupation biophysique des sols Corine Land Cover (CLC), est marquée par l'importance des territoires agricoles (69,6 % en 2018), en diminution par rapport à 1990 (70,9 %). La répartition détaillée en 2018 est la suivante : zones agricoles hétérogènes (44,5 %), forêts (19 %), terres arables (12,8 %), prairies (12,3 %), zones urbanisées (8,7 %), zones industrielles ou commerciales et réseaux de communication (2,7 %). L'évolution de l'occupation des sols de la commune et de ses infrastructures peut être observée sur les différentes représentations cartographiques du territoire : la carte de Cassini (XVIIIe siècle), la carte d'état-major (1820-1866) et les cartes ou photos aériennes de l'IGN pour la période actuelle (1950 à aujourd'hui).

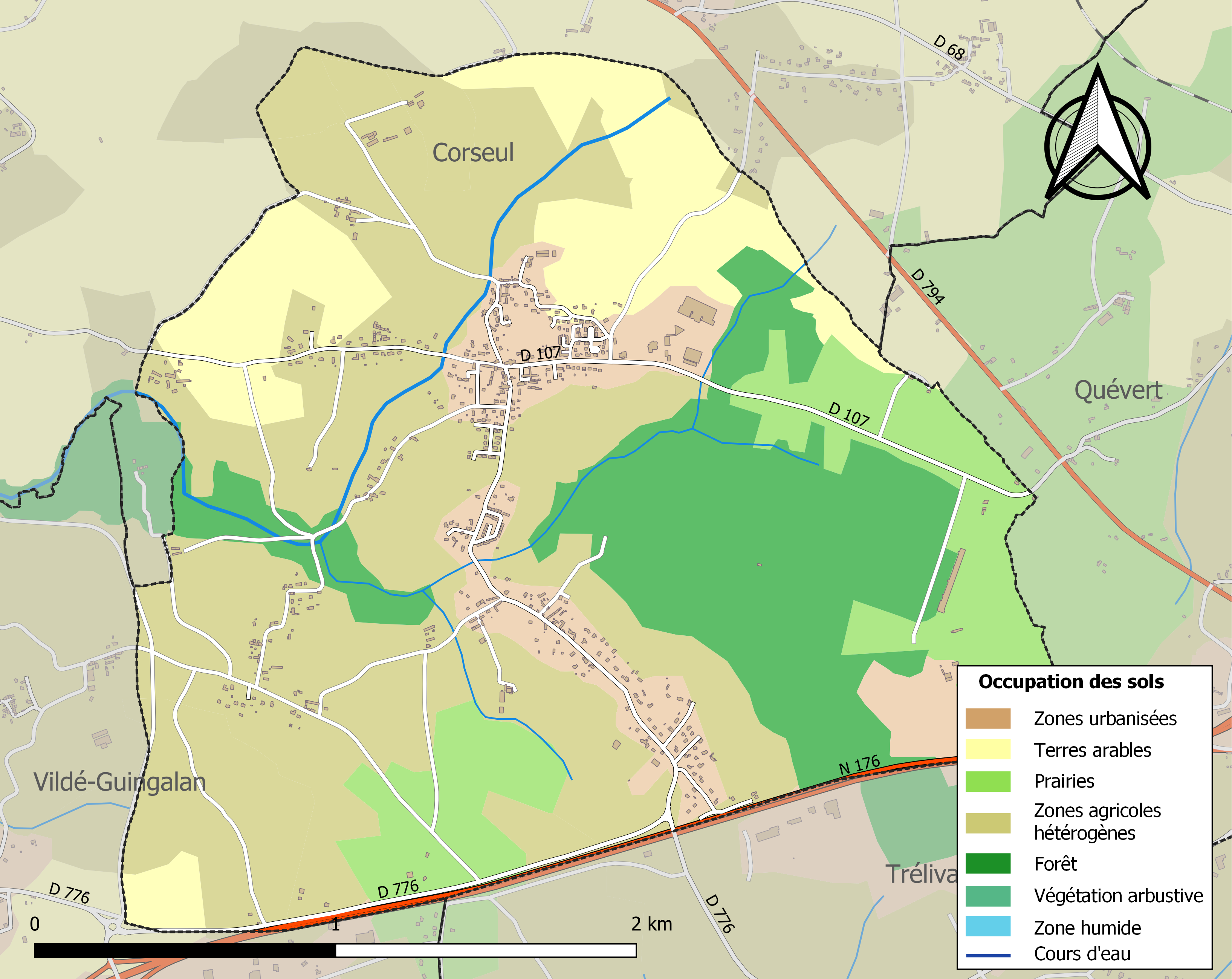
Carte des infrastructures et de l'occupation des sols de la commune en 2018 (CLC).

## Toponymie
Le nom est attesté sous les formes Oscaloc (en 1184), Oscalloc, Oscaloc (à la fin du XIIe siècle), Aucalot ou Aucaloc (en 1313), Auqualeuc (à la fin du XIVe siècle).
Aucaleuc est issu de l'ancien breton oscal, qui signifie « chardon » (breton askolenn), avec le suffixe brittonique -oc locatif (du brittonique *-ōgon, cf. gallois -og et gaulois -acon > -acum, remontant tous au celtique *-āko), devenu -euc, fixé ainsi là où le breton a cessé d'être parlé au Moyen Âge, alors que dans les régions restées bretonnante, il a encore évolué en -ec. Oscaloc signifie donc « chardonneraie ».

## Histoire

### L'Époque moderne
La paroisse d'Aucaleuc, enclavée dans l'évêché de Saint-Malo, faisait partie du doyenné de Bobital relevant de l'évêché de Dol et était sous le vocable de saint Symphorien.

### LeXXesiècle

#### Les guerres duXXesiècle
Le monument aux morts porte les noms de 26 soldats morts pour la Patrie :
- 25 sont morts durant la Première Guerre mondiale ;
- 1 est mort durant la Seconde Guerre mondiale.

## Politique et administration

### Liste des maires
| Période                                  | Période                   | Identité                                            | Étiquette     | Qualité                 |
| ---------------------------------------- | ------------------------- | --------------------------------------------------- | ------------- | ----------------------- |
| avant 1981                               | ?                         | Edmond Collet                                       |               |                         |
| mars 2001                                | mai 2010                  | Jean Fauvel                                         | PS            |                         |
| mai 2010                                 | mars 2014                 | Guy Nicolas                                         |               |                         |
| mars 2014                                | En cours (au 31 mai 2020) | Christophe Ollivier, Réélu pour le mandat 2020-2026 | POI puis POID | Fonctionnaire - facteur |
| Les données manquantes sont à compléter. |                           |                                                     |               |                         |

## Démographie
| 1793 | 1800 | 1806 | 1821 | 1831 | 1836 | 1841 | 1846 | 1851 |
| ---- | ---- | ---- | ---- | ---- | ---- | ---- | ---- | ---- |
| 341  | 286  | 322  | 425  | 396  | 400  | 416  | 441  | 450  |

| 1856 | 1861 | 1866 | 1872 | 1876 | 1881 | 1886 | 1891 | 1896 |
| ---- | ---- | ---- | ---- | ---- | ---- | ---- | ---- | ---- |
| 431  | 463  | 456  | 450  | 494  | 490  | 434  | 445  | 435  |

| 1901 | 1906 | 1911 | 1921 | 1926 | 1931 | 1936 | 1946 | 1954 |
| ---- | ---- | ---- | ---- | ---- | ---- | ---- | ---- | ---- |
| 453  | 430  | 426  | 377  | 400  | 360  | 343  | 327  | 326  |

| 1962 | 1968 | 1975 | 1982 | 1990 | 1999 | 2004 | 2006 | 2009 |
| ---- | ---- | ---- | ---- | ---- | ---- | ---- | ---- | ---- |
| 313  | 337  | 452  | 536  | 601  | 629  | 825  | 859  | 883  |

| 2014 | 2019 | 2022 | - | - | - | - | - | - |
| ---- | ---- | ---- | - | - | - | - | - | - |
| 925  | 928  | 953  | - | - | - | - | - | - |

## Culture locale et patrimoine

### Lieux et monuments

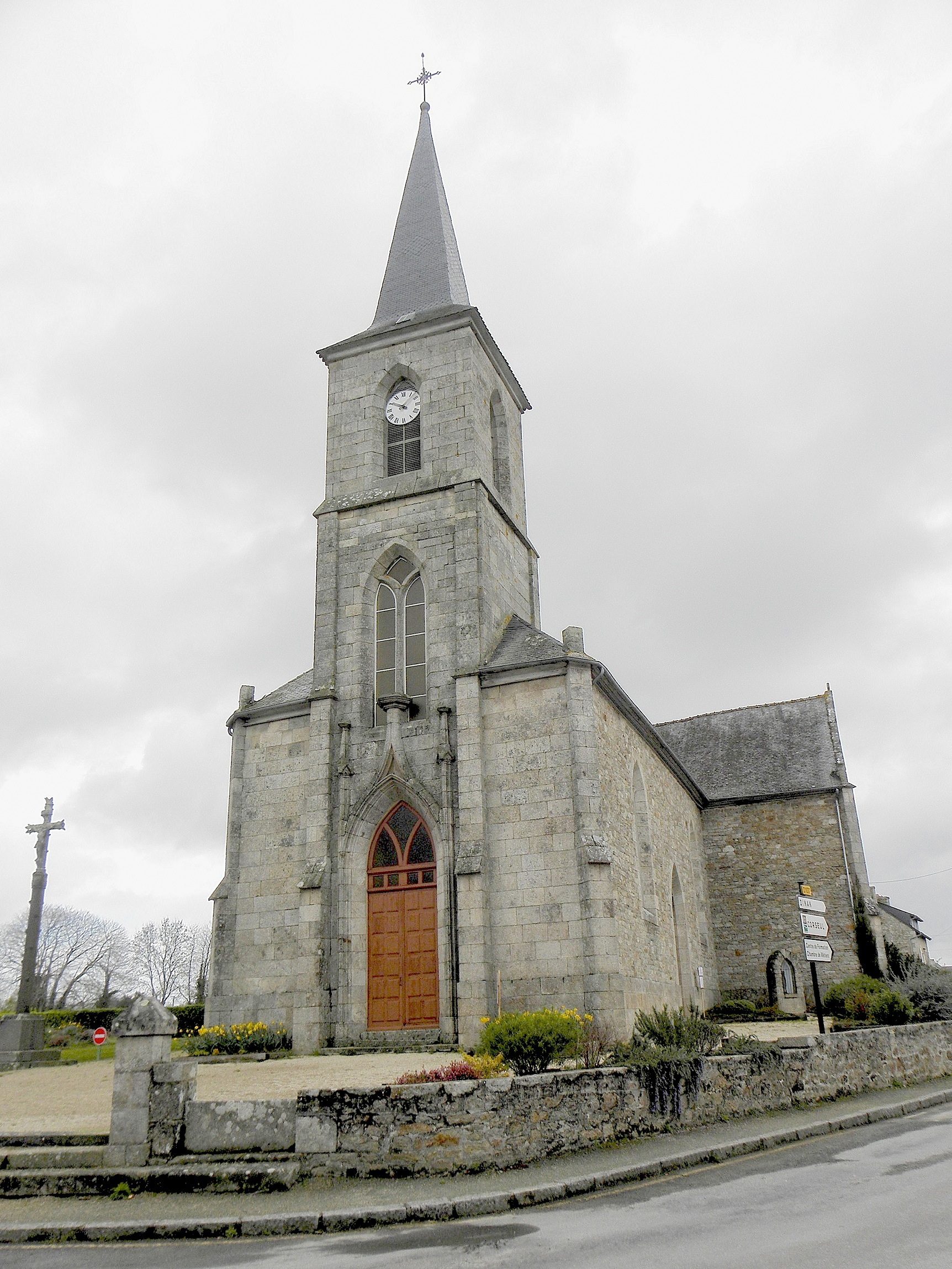
L'église Saint-Symphorien d'Aucaleuc.

- Église paroissiale Saint-Symphorien (XVIIIe siècle)
- Motte castrale datant des Xe et XIe siècles[24]
- La commune hébergeait un camp d'instruction militaire. Un projet de complexe golf et hôtel 3 étoiles est en attente de l'autorisation pour engager les travaux sur le terrain d'une centaine d'hectares[25].

### Héraldique
| Blason de Aucaleuc | Blason  | Tierce en pairle renversée : au 1er d'hermine, au 2e d'azur à une épée d'argent renversée, au 3e de sable chargé d'un chardon au naturel. |
| Blason de Aucaleuc | Détails | Il est composé du blason de la Bretagne (hermine), des couleurs des Côtes-d'Armor (argent et azur). L'épée évoque saint Symphorien (l'église d'Aucaleuc est dédiée au saint) et le chardon pour l'étymologie d'Aucaleuc. Création adoptée le 24 janvier 2017. |